# آدوکانوماب
آدوکانوماب (انگلیسی: Aducanumab) با نام تجاری آدوهلم (انگلیسی: Aduhelm) دارویی است که برای درمان بیماری آلزایمر استفاده می‌شود. این دارو نوعی پادتن مونوکلونال آمیلوئید بتا است. آدوکانوماب انواع پلاک‌های آمیلوئید بتا که در مغز مبتلایان به آلزایمر تجمع می‌یابند را هدف قرارداده تا از ایجاد آنها بکاهد.